# Pachycondyla laevissima
Pachycondyla laevissima is een mierensoort uit de onderfamilie van de Ponerinae. De wetenschappelijke naam van de soort is voor het eerst geldig gepubliceerd in 1915 door Arnold.